# Kawamoto Hiroshi
Hiroshi Kawamoto (sinh ngày 4 tháng 11 năm 1977) là một cầu thủ bóng đá người Nhật Bản.

## Sự nghiệp câu lạc bộ
Hiroshi Kawamoto đã từng chơi cho JEF United Ichihara.